# Phytomyptera minutissima
Phytomyptera minutissima là một loài ruồi trong họ Tachinidae.